# Государственный советник юстиции 1-го класса
Государственный советник юстиции 1 класса  (генерал-полковник юстиции)  — второй по старшинству классный чин в органах прокуратуры СССР (в 1943—1991 гг.), Российской Федерации (с 1991 г.) и Следственного комитета при Прокуратуре Российской Федерации.
Соответствует воинскому званию генерал-полковник

В некоторых государствах СНГ (после распада СССР) государственный советник юстиции 1 класса — высший (пример — Белоруссия) или второй по старшинству (примеры — Казахстан, Украина, Приднестровье) классный чин в органах прокуратуры.
В Российской Федерации чин присваивается указами Президента Российской Федерации лицам, которым присваивается воинское звание генерал-полковник юстиции.

## Государственные советники юстиции 1 класса (в СССР)
В органах прокуратуры чин установлен Указом Президиума Верховного Совета СССР от 16 сентября 1943 года «Об установлении классных чинов для прокурорско-следственных работников органов прокуратуры» и присваивался указами Президиума Верховного Совета СССР лицам, занимающим должности заместителей Генерального прокурора СССР.
После даты присвоения классного чина стоит номер Указа Президиума Верховного Совета СССР или Президента СССР, которым присвоен чин.
В «Ведомостях Верховного Совета СССР» до 1989 г. указы Президиума Верховного Совета СССР о присвоении классного чина государственного советника юстиции 1 класса не публиковались.
1. 8 февраля 1971 г. — Кравцов Борис Васильевич, прокурор РСФСР
2. Ноябрь 1987 г. — Емельянов Сергей Андреевич, прокурор РСФСР
3. 18 февраля 1988 г. — Аболенцев, Владимир Александрович, министр юстиции РСФСР
4. 9 августа 1989 г., № 349-I[1] — Владимир Иванович Андреев, заместитель Генерального прокурора СССР
5. 9 августа 1989 г., № 350-I[1] — Дзенитис Янис Эдуардович, заместитель Генерального прокурора СССР
6. 25 октября 1990 г., № УП-922[2] — Потебенько Михаил Алексеевич, прокурор Украинской ССР
7. 25 октября 1990 г., № УП-922[2] — Трубин Николай Семенович, прокурор РСФСР

## Государственные советники юстиции 1 класса (Республика Беларусь)
Государственный советник юстиции 1 класса — высший классный чин в органах прокуратуры Белоруссии. Присваивается Президентом Республики лицам, занимающим должность Генерального прокурора.
После даты присвоения классного чина стоит номер Указа Президента Республики Беларусь, которым присвоен чин.
1. 25 ноября 2004 г., № 578 — Шейман Виктор Владимирович, Генеральный прокурор Белоруссии (2000—2004)
2. 8 февраля 2008 г., № 72 — Василевич Григорий Алексеевич, Генеральный прокурор Белоруссии (2008—2011)
3. 7 мая 2015 г., № 205 — Александр Владимирович Конюк, Генеральный прокурор Белоруссии (с 2011)

## Государственные советники юстиции 1 класса (Казахстан)
Государственный советник юстиции 1 класса — второй по старшинству классный чин в органах прокуратуры Казахстана (выше — государственный советник юстиции высшего класса). Присваивается Президентом Казахстана лицам, занимающим должность Генерального прокурора или первого заместителя Генерального прокурора. В период 1992—2013 гг. был присвоен только 3 раза.
1. Туякбай Жармахан Айтбаевич (1992[5]), Генеральный прокурор Республики Казахстан (1990—1995)
2. Мами Кайрат Абдразакович (2010[6]), Генеральный прокурор Республики Казахстан (2009—2011)
3. Даулбаев Асхат Кайзуллаевич (2013[7]), Генеральный прокурор Республики Казахстан (с 2011 г.)

## Государственные советники юстиции 1 класса (Украина)
Государственный советник юстиции 1 класса — второй классный чин в органах прокуратуры Украины (выше — государственный советник юстиции Украины). Присваивается Президентом Украины.
После даты присвоения классного чина стоит номер Указа Президента Украины, которым присвоен чин.
1. 4 декабря 1991 г., № 1901-XII[8] — Шишкин Виктор Иванович, Генеральный прокурор Украины
2. 4 мая 1993 г., № 154/93 — Гайсинский Юрий Александрович, первый заместитель Генерального прокурора Украины
3. 22 ноября 1993 г., № 549/93 — Дацюк Владислав Владимирович, Генеральный прокурор Украины
4. 17 августа 1999 г., № 995/99 — Шуба Владимир Васильевич, прокурор Автономной Республики Крым
5. 18 августа 1999 г., № 1010/99 — Гарник Николай Васильевич, первый заместитель Генерального прокурора Украины
6. 23 августа 1999 г., № 1061/99 — Васильев Геннадий Андреевич, член коллегии Генеральной прокуратуры Украины, народный депутат Украины
7. 15 июня 2001 г., № 434/2001 — Ринажевский Богдан Николаевич, прокурор Львовской области
8. 5 июля 2001 г., № 485/2001 — Доброрез Александр Алексеевич, прокурор Автономной Республики Крым
9. 28 августа 2001 г., № 744/2001 — Пшонка Виктор Павлович, прокурор Донецкой области
10. 2002 г. — Кудрявцев Виктор Викторович, заместитель Генерального прокурора Украины[9][10]
11. 13 января 2006 г., № 5/2006 — Медведько Александр Иванович, Генеральный прокурор Украины
12. 2006 г. — Винокуров Сергей Маркиянович, первый заместитель Генерального прокурора Украины[11]
13. 8 октября 2009 г., № 811/2009 — Сташис Владимир Владимирович, первый проректор Национальной юридической академии Украины имени Ярослава Мудрого
14. 12 января 2010 г., № 12/2010 — Таций Василий Яковлевич, ректор Национальной юридической академии Украины имени Ярослава Мудрого
15. 20 января 2010 г., № 45/2010 — Щеткин Виталий Иванович, заместитель Генерального прокурора Украины
16. 20 августа 2010 г., № 835/2010 — Кивалов Сергей Васильевич, президент Одесской национальной юридической академии, народный депутат Украины, председатель комитета Верховной Рады Украины по вопросам правосудия
17. 20 августа 2010 г., № 845/2010 — Синюков Владимир Григорьевич, старший прокурор организационно-контрольного отдела прокуратуры Донецкой области
18. 23 августа 2010 г., № 863/2011 — Блаживский Евгений Николаевич, заместитель Генерального прокурора Украины
19. 23 августа 2010 г., № 863/2011 — Кузьмин Ренат Равельевич, первый заместитель Генерального прокурора Украины
20. 29 ноября 2012 г., № 657/2012 — Гальцов Владимир Иванович, прокурор Николаевской области
21. 29 ноября 2012 г., № 657/2012 — Пришко Анатолий Григорьевич, заместитель Генерального прокурора Украины
22. 29 ноября 2012 г., № 657/2012 — Середа Григорий Порфирьевич, заместитель Генерального прокурора Украины
23. 24 августа 2013 г., № 457/2013 — Павлов Вячеслав Владимирович, прокурор Автономной Республики Крым
24. 24 августа 2013 г., № 457/2013 — Ударцов Юрий Владимирович, заместитель Генерального прокурора Украины

## Государственные советники юстиции 1 класса (Узбекистан)
Государственный советник юстиции 1 класса (выше — государственный советник юстиции). Присваивается Президентом Узбекистана.
1. Норов, Владимир Имамович - Министр иностранных дел Республики Узбекистан в 2006-2010, 2022 годах; Генеральный секретарь ШОС в 2019-2021 годах; Первый заместитель секретаря Совета безопасности при Президенте Республики Узбекистан - Директор Института стратегических и межрегиональных исследований при Президенте Республики в 2017-2018 годах; Государственный советник Президента Республики Узбекистан по вопросам межгосударственных отношений и внешнеэкономических связей в 1996 - 1998 годах
2. Мустафаев, Буритош Мустафаевич — Председатель Верховного суда Республики Узбекистан в 2006-2014 годах; Министр юстиции Республики Узбекистан в 2005—2006 годах; Председатель Конституционного суда Республики Узбекистан в 2002—2004 годах; Генеральный прокурор Республики Узбекистан в 1990—1998 годах
3. Кадиров, Рашид Хамидович — Генеральный прокурор Республики Узбекистан в  в 2000—2015 годах

## Государственные советники юстиции 1 класса (Приднестровье)
Государственный советник юстиции 1 класса — второй классный чин в органах прокуратуры и министерстве юстиции Приднестровья (выше — действительный государственный советник юстиции). Присваивается Президентом Приднестровья.
1. Овсянников, Юрий Сергеевич — Министр юстиции в 1994—2000 годах
2. Гурецкий, Анатолий Анатольевич — Прокурор Приднестровья с 2016 года